# 国上村
国上村（くがみむら）は、かつて新潟県西蒲原郡にあった村。

## 沿革
- 1889年（明治22年）4月1日 - 町村制施行に伴い西蒲原郡国上村、渡部村、真木山村が合併し、国上村が発足。
- 1901年（明治34年）11月1日 - 西蒲原郡中島村、四箇村と合併し、国上村を新設。
- 1954年（昭和29年）11月3日 - 西蒲原郡地蔵堂町、島上村と合併し、分水町となり消滅。